# ディープデイル
ディープデイル（Deepdale, 正式名をDeepdale Stadium）は、イングランド、ランカシャー州、プレストンのディープデイルにあるスタジアム。プレストン・ノースエンドFCのホームスタジアムとなっている。収容人数22,222人。

## 概要
もともとは、ディープデイル・ファームと呼ばれクリケットやラグビーで主に使用されていた。スタジアム外には、プレストンが初めて開催されたフットボールリーグで優勝したのを記念して2001年6月から2010年まで国立サッカー博物館が建っていた。また、2005年に開催されたUEFA欧州女子選手権2005では、ホストスタジアムとして4試合行われた。

## 新スタジアム
1995年に古いウェスト・スタンドを取り壊して改修に着手して以降、2008年までスタンド改修をしていた。新スタジアムは、イタリアのジェノヴァにあるサンプドリア、ジェノアCFCがホームスタジアムとして使用しているスタディオ・ルイジ・フェッラーリスをモデルとして建てられている。

## スタンド
パビリオン・スタンド(Pavilion Stand)、メインスタンド。
サー・トム・フィニー・スタンド(Sir Tom Finney Stand)、バックスタンド。スタンド内には、プレスエリアやレストランが入っており、スタンド外には、トム・フィニーの銅像が建ててある。スタンドにはトム・フィニーの顔が描かれている。
アラン・ケリー・タウン・エンド (Alan Kelly Town End)、ホームチーム側ゴール裏スタンド。スタンドにはアラン・ケリーの顔が描かれている。
ビル・シャンクリー・スタンド (Bill Shankly Stand)、アウェーサポーター側ゴール裏スタンド。スタンドにはビル・シャンクリーの顔が描かれている。なおシャンクリーの顔部分が他クラブサポーターとの緩衝地帯となっている。
- メインスタンド以外はクラブで活躍した人名が冠せられている。

## 世界遺産
2005年早々に、隣接している博物館がプロフェッショナル・フットボールのホームとして世界遺産に登録するようユネスコへ上訴に着手する事を決めた。

## 入場者数

### 平均入場者数
- 2007-2008: 12,647人（チャンピオンシップ）
- 2006-2007: 13,862人（チャンピオンシップ）
- 2005-2006: 14,619人（チャンピオンシップ）
- 2004-2005: 13,889人（チャンピオンシップ）

### 最大入場者数
- 42,684人 （旧ディビジョン1） プレストン 対 アーセナルFC, 1938.4.23
- 20,383人 （プレーオフ 準決勝）プレストン 対 リーズ・ユナイテッドFC, 2006.5.8 （全面座席改修後）